# Gwiazda typu T Tauri

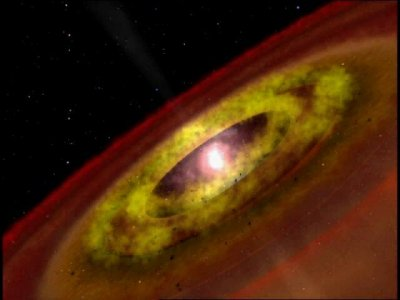
Rysunek gwiazdy T Tauri z dyskiem protoplanetarnym

Gwiazdy typu T Tauri – typ gwiazd zmiennych, których nazwa wywodzi się od pierwszej zaobserwowanej gwiazdy tego typu - T Tauri. Cechuje je zmienna jasność i charakterystyczne linie widmowe chromosfery, świadczące o istnieniu pola magnetycznego.
Należą do typu widmowego F, G, K i M. Ich temperatura powierzchniowa jest podobna do temperatury gwiazd o zbliżonej masie należących do ciągu głównego, ale są one znacznie jaśniejsze z powodu ich dużej średnicy. Temperatura jądra jest zbyt mała, aby zachodził w nim proces cyklu protonowego. Energia powstaje głównie w wyniku działania sił grawitacyjnych, które powodują powolne zapadanie się materii tworzącej gwiazdę. Proces ten odbywa się w skali milionów lat i jest zależny od masy protogwiazdy, rośnie wówczas temperatura jądra, aż pojawiają się reakcje termojądrowe i protogwiazda staje się gwiazdą ciągu głównego.
Okres obrotu gwiazd typu T Tauri wynosi zazwyczaj od jednego do dwunastu dni (dla porównania Słońcu zajmuje to około miesiąca). Obiekty te wykazują cechy Słońca aktywnego. Mniej więcej połowie gwiazd tego typu towarzyszy dysk protoplanetarny.